# Mécleuves
Mécleuves település Franciaországban, Moselle megyében. Lakosainak száma 1201 fő (2022. január 1.). Mécleuves Ars-Laquenexy, Chesny, Courcelles-sur-Nied, Jury, Laquenexy, Orny, Peltre, Pontoy és Sorbey községekkel határos.

## Népesség
A település népességének változása:
| Lakosok száma | 280  | 1029 | 1073 | 1138 | 1174 | 1172 | 1156 | 1139 | 1187 | 1201 |
|               | 1968 | 1982 | 1990 | 2006 | 2013 | 2015 | 2017 | 2019 | 2020 | 2022 |